# Arenaeus cribrarius
Arenaeus cribrarius är en kräftdjursart som först beskrevs av Jean-Baptiste Lamarck 1818.  Arenaeus cribrarius ingår i släktet Arenaeus och familjen simkrabbor. Inga underarter finns listade i Catalogue of Life.